# Ardıçbeli, Karasu
Ardıçbeli là một xã thuộc huyện Karasu, tỉnh Sakarya, Thổ Nhĩ Kỳ. Dân số thời điểm năm 2008 là 193 người.